# Chanhassen
Chanhassen è un comune degli Stati Uniti d'America, situato in Minnesota, nella contea di Carver e in una piccola parte nella contea di Hennepin. È a sud ovest di Minneapolis.
Secondo la rivista Money, nel 2013 Chanhassen era il 4° miglior posto dove vivere negli Stati Uniti.

## Paisley Park
Al 7801 di Audubon Road si trova Paisley Park, complesso di 6000 m² che Prince ha voluto come sua residenza e sede dei suoi studi di registrazione denominati Paisley Park Studios.
Dopo la morte di Prince, avvenuta il 21 aprile 2016, Paisley Park è stato trasformato in Paisley Park Museum, un museo aperto al pubblico le cui visite al sono iniziate il 6 ottobre 2016.
La società che gestisce Graceland di Elvis Presley dal 1982, Graceland Holdings, organizza le visite guidate, che includono studi di registrazione, palcoscenici e cimeli provenienti dagli archivi personali di Prince.

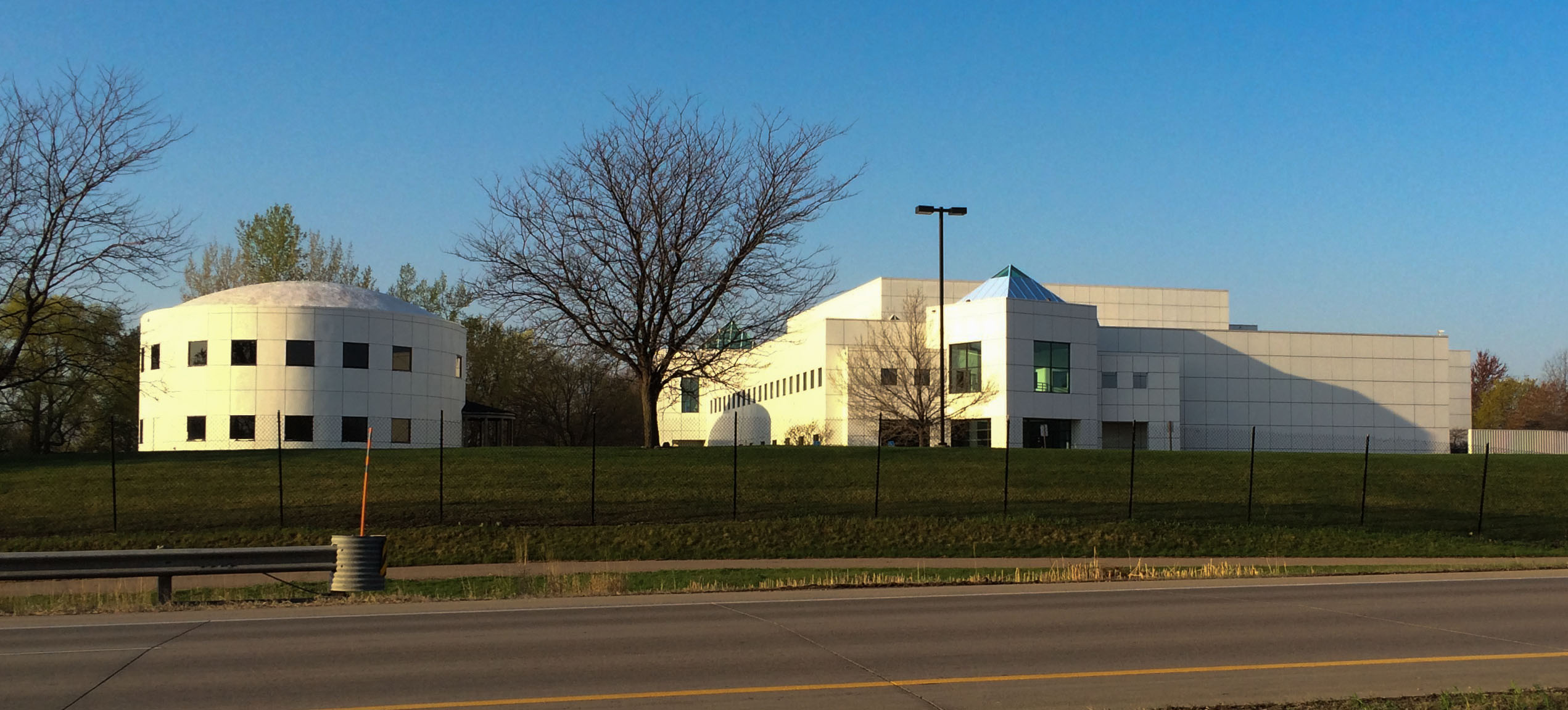
Paisley Park Studio